# Xylophanes ockendeni
Espèce
Xylophanes ockendeni est une espèce de lépidoptères de la famille des Sphingidae, de la sous-famille des Macroglossinae, tribu des Macroglossini, sous-tribu des Choerocampina, et du genre Xylophanes.

## Description
La longueur des ailes antérieures est de 35–36 mm. L'espèce est similaire à Xylophanes rothschildi , mais se distingue par le bord externe légèrement festonné de l'aile antérieure, par la tache basale sombre mieux définie sur le dessus de la face antérieure, par la tache sombre orientée transversalement vers la tache discale et par la bande postmédiane brune et sinueuse, distal dont, sur la marge intérieure, se trouve une tache noire et triangulaire. L'abdomen présente une fine ligne dorsale brune, de part et d'autre de laquelle se trouve une rangée de petites taches noires, une sur le bord postérieur de chaque tergite. Le dessous de l'abdomen a une coloration rouge lavande. Le dessus des ailes antérieures est similaire à Xylophanes macasensis, mais la couleur de fond est un vert plus foncé, plus foncé, plus foncé, sur lequel les marques plus foncées sont moins saillantes, ce qui donne à l'imago un aspect plus terne. La ligne postmédiane est brunâtre, sinueuse, moins visible et moins définie, se fondant de manière distale dans la couleur de fond. La zone autour de la tache discale est plus pâle, ce qui la rend plus visible. La ligne submarginale est représentée par une série de petites taches veineuses sombres.

## Biologie
Les chenilles se nourrissent sur les espèces des familles Rubiaceae et Malvaceae.

## Répartition et habitat
Répartition
L'espèce est connue au Pérou et en Bolivie.

## Systématique
L'espèce Xylophanes ockendeni a été décrite par le zoologiste britannique Walter Rothschild en 1904.
La localité type est Carabaya, Santo Domingo au Pérou.

### Liste des sous-espèces
- Xylophanes ockendeni ockendeni (Pérou)
- Xylophanes ockendeni sensu Eitschberger, 2001